# ItAli Airlines
ItAli Airlines war eine italienische Fluggesellschaft mit Sitz in Pescara.

## Geschichte
Gegründet wurde ItAli Airlines im Oktober 2003. Sie gehörte Giuseppe Spadaccini, der auch die Gesellschaft Sorem besitzt, die Löschflugzeuge für den Zivilschutz betrieb.
Im Jahr 2007 war ItAli Airlines die erste westliche Fluggesellschaft, die das italienisch-russische Regionalflugzeug Suchoi Superjet 100 bestellte. Die Bestellung über 10 Maschinen und weitere 10 Optionen wurde jedoch im Januar 2011 aus der Liste der Festbestellungen für den Superjet entfernt.
Im Januar 2011 stellte die Gesellschaft zunächst den Betrieb ein, nachdem der Eigentümer wegen Steuerhinterziehung festgenommen worden war. Im März desselben Jahres wurde ItAli Airlines schließlich durch die italienische Luftaufsichtsbehörde ENAC das Air Operator Certificate entzogen und die Gesellschaft stellte den Betrieb ein.

## Ziele
ItAli bediente von ihrem Heimatflughafen in Pescara aus mehrere Linienziele innerhalb Italiens, darunter Rom und Mailand. Darüber hinaus wurden Charter-, Luftfracht- und Lufttaxi-Dienste angeboten.

## Flotte
Die Flotte der ItAli Airlines bestand mit Stand Januar 2011 aus 12 Flugzeugen:
- 1 Cessna Citation 500
- 5 Cessna Citation Mustang
- 1 Dornier 328-300
- 2 Fairchild Metro III
- 3 McDonnell Douglas DC-9-82/MD-82 (1 betrieben für Blue Panorama Airlines)

Mit Stand Oktober 2011 sind keine Flugzeuge mehr auf ItAli Airlines registriert.